# Kompania Saperów KOP „Grodno”
Kompania Saperów KOP „Grodno” – pododdział saperów Korpusu Ochrony Pogranicza.

## Formowanie i zmiany organizacyjne
W kwietniu 1928 1 batalion graniczny sformował w Budsławiu ośrodek wyszkolenia pionierskiego przy 3 Brygadzie Ochrony Pogranicza. W 1929 oddziałem administracyjno-gospodarczym dla ośrodka „Wilejka” był 1 batalion KOP „Budsław”. W związku z likwidacją 3 Brygady OP w 1929, ośrodek miał dokończyć szkolenie i przenieść się do Suwałk w rejon odpowiedzialności nowo powstałej Brygady KOP „Grodno” . Z dniem 1 marca 1931 ośrodek został zlikwidowany, a na jego bazie i drużyn pionierskich batalionów utworzona została kompania pionierów „Grodno”. Nowo utworzona kompania została rozmieszczona w Grodnie w wynajętych pomieszczeniach. Dowódcą kompanii został dotychczasowy komendant ośrodka wyszkolenia pionierskiego. Pod względem służbowym kompania podległa dowódcy brygady, a pod względem wyszkolenia specjalistycznego dowódcy korpusu. Jednostką formującą był 23 batalion KOP „Orany”. Dla potrzeb formującej się kompanii 63 szeregowców oddelegował 23 pułk piechoty.
W 1934 została sformowana kompania saperów typu III dla Brygady KOP „Grodno”, jako jej organiczny pododdział.
Rozkazem dowódcy KOP z 23 lutego 1937 została zapoczątkowana pierwsza faza reorganizacji Korpusu Ochrony Pogranicza „R.3”. Jej wynikiem było między innymi ustalenie nazwy kompanii na „kompania saperów KOP «Grodno»”.
Zarządzeniem dowódcy KOP gen. bryg. Jana Kruszewskiego w sprawie zmian w kwatermistrzostwie KOP, dniem 1 kwietnia 1939 utworzono w kompanii etat dowódcy plutonu w stopniu porucznika.
Przy kompanii funkcjonował pluton pionierów Batalionu KOP „Orany”.
Kompania saperów KOP „Grodno” była jednostką mobilizującą. Pod względem mobilizacji materiałowej była przydzielona do batalionu KOP „Orany”. W dniach 24-26 sierpnia 1939, zgodnie z planem mobilizacyjnym „W”, kompania sformowała 43 batalion saperów dla 33 Dywizji Piechoty.

## Struktura organizacyjna kompanii
Organizacja pokojowa kompanii saperów typu III:
- dowódca kompanii
- drużyna gospodarcza
- I pluton saperów a. trzy drużyny
- II pluton saperów a. trzy drużyny

Stan osobowy kompanii wynosił 92 żołnierzy, w tym 3 oficerów, 9 podoficerów i 80 saperów.

## Dowódcy kompanii
- por. sap. Jan I Kawiński z 10 psap (1928-) komendant ośrodka wyszkolenia pionierów[17]
- kpt. sap. Edward Herman (1936 – 1939 → dowódca 43 bsap)[18][c].